# جيم هيوز (لاعب كرة قاعدة)
جيم هيوز (بالإنجليزية: Jim Hughes)‏ هو لاعب كرة قاعدة أمريكي، ولد في 21 مارس 1923 في شيكاغو في الولايات المتحدة، وتوفي في 12 أغسطس 2001.

## وصلات خارجية
- جيم هيوز على موقع دوري كرة القاعدة الرئيسي (الإنجليزية)
- جيم هيوز على موقعبيزبول رفرنس.كوم (الدوري الرئيسي) (الإنجليزية)
- جيم هيوز على موقعبيزبول رفرنس.كوم (الدوري الثانوي) (الإنجليزية)